# Sainte-Opportune-la-Mare
Sainte-Opportune-la-Mare é uma comuna francesa na região administrativa da Normandia, no departamento de Eure. Estende-se por uma área de 10,85 km². Em 2010 a comuna tinha 449 habitantes (densidade: 41,4 hab./km²).